# Synodontis melanostictus
Synodontis melanostictus är en fiskart som beskrevs av Boulenger, 1906. Synodontis melanostictus ingår i släktet Synodontis, och familjen Mochokidae. Inga underarter finns listade.